# Kaljivost
Kaljivost čelika nije uvijek precizno određena normama, već se prema Europskoj normi određuje samo kao sposobnost pretvorbe u martenzit. Rastavljanjem pojma kaljivosti na pojmove zakaljivost i prokaljivost, moguće ga je bolje odrediti. Zakaljivost se odnosi na veličinu tvrdoće koja se može postići na površini čeličnog predmeta, a prokaljivost na sposobnost postizanja jednoličnog toka tvrdoće po presjeku predmeta. Dakle, čelik će biti potpuno prokaljen ako je u svakoj točki presjeka maksimalno zakaljen, odnosno ako je svaka točka presjeka kaljena (gašena) natkritičnom brzinom ohlađivanja, te je tako u svakoj točki postignuta mikrostruktura s najvećim mogućim udjelom martenzita.
Za zadanu šaržu čelika, tj. za zadani kemijski sastav, prokaljivost ovisi o brzini hlađenja i veličini predmeta. U općem će se slučaju kod različitih vrsta čelika, bolje prokaliti oni čelici koji imaju dulje minimalno vrijeme inkubacije. Trajanje inkubacije ovisi o vrsti i o stupnju legiranosti čelika. Svi legirajući elementi, osim aluminija i kobalta, djeluju na produljenje inkubacije u odnosu na ugljične (nelegirane) čelike. Osim stupnja legiranosti, na prokaljivost čelika utječu i veličina kristalnog zrna, segregacije, neotopljene nečistoće, karbidi, nitridi itd. Zbog nevedenih se čimbenika ne može govoriti točno o prokaljivosti neke vrste čelika, nego samo o prokaljivosti zadane šarže čelika.
Postoji nekoliko metoda određivanja prokaljivosti:
- metoda totalne prokaljenosti,
- Justova metoda utvrdivanja stupnja zakaljenosti,
- Grossmannov postupak određivanja prokaljivosti,
- Grossmannov proračun idealnog kritičnog promjera,
- Jominyjeva metoda određivanja prokaljivosti.

## Jominyjeva metoda određivanja prokaljivosti
Jominyjeva metoda određivanja prokaljivosti se temelji na postupku čeonog gašenja (kaljenje) valjkastog uzorka standardiziranih mjera. Ovim je načinom kaljenja autor metode E. Jominy postigao da se na jednom valjkastom uzorku jednolično ostvaruju sve brzine kaljenja od oko 2 ºC/s uz držač uzorka, pa sve do oko 6 000 ºC/s uz samo gašeno čelo uzorka. Vodeni mlaz hladi čelo austenitiziranog (zagrijanog na temperaturu austenita) čeličnog uzorka, a ostale se mjesta površine, a time i jezgre ohlađuju jednoličnim odvođenjem topline prema hladnom čelu. 
Ovom se metodom određivanja prokaljivosti izbjegava skupo i mukotrpno pripremanje desetak uzoraka koje zahtijeva postupak po Grossmannu, jer će se na izvodnici Jominyjevog uzorka ostvariti sve brzine ohlađivanja. Dakle, svakoj se točki na izvodnici valjka uzorka može pripisati određena krivulja hlađenja u dijagramu temperatura – vrijeme. Ovu je krivulju potrebno u logaritamskom mjerilu ucrtati u pripadni kontinuirani dijagram TTT (engl. Time Temperature Transformation), kako bi se procijenila veza između mjesta na presjeku predmeta i položaja točke na izvodnici Jominyjevog valjka.
Nakon ohlađivanja Jominyjevog uzorka, mjeri se tvrdoća po Rockwellu HRC uzduž izvodnice valjka, te se konstruira Jominyjeva krivulja ovisnosti tvrdoće HRC o udaljenosti od čela.